# Masaaki Goto
Masaaki Goto (後藤 雅明 Goto Masaaki?, Saitama, 24 de mayo de 1994) es un futbolista japonés que juega como guardameta en el V-Varen Nagasaki.

## Trayectoria
En 2017 se unió al Shonan Bellmare de la J1 League. Después de eso, jugó en el Zweigen Kanazawa.

## Clubes
| Club                      | País  | Año       |
| ------------------------- | ----- | --------- |
| Shonan Bellmare           | Japón | 2017-2020 |
| Zweigen Kanazawa (cedido) | Japón | 2019      |
| Zweigen Kanazawa          | Japón | 2021      |
| Montedio Yamagata         | Japón | 2022-2024 |
| V-Varen Nagasaki          | Japón | 2025-     |

## Palmarés

### Títulos nacionales
| Título         | Club            | País  | Año  |
| -------------- | --------------- | ----- | ---- |
| Copa J. League | Shonan Bellmare | Japón | 2018 |